# 미즈타니 준
미즈타니 준(일본어: 水谷 隼, 1989년 6월 9일~)은 일본의 탁구 선수이다. 17세때 일본 선수권 대회 최연소 우승자가 되었으며, 2016년 하계 올림픽에서 단체전 은메달, 단식 동메달을 획득하였으며, 이후 일본에서 열린 2020년 하계 올림픽에서 이토 미마와 함께 혼합 복식 금메달을 획득하여 일본 최초로 올림픽 탁구 금메달리스트가 되었다.